# Callianthemum angustifolium
Callianthemum angustifolium là một loài thực vật có hoa trong họ Mao lương. Loài này được Witasek mô tả khoa học đầu tiên năm 1899.